# 古屋
古屋（ふるや、こや）は、日本の地名、日本人の姓。特に山梨県などで多く見られる姓。「古屋」で始まるページの一覧も参照。

## 由来
山梨県では7番目に多い姓で、山梨県から神奈川県西部に集中している。甲斐国山梨郡後屋敷村の古屋氏は桓武平氏鎌倉氏の子孫で、甲斐各地に古屋氏がいた。

## 人物
- 古屋佳奈子
- 古屋英夫
- 古屋和雄
- 古屋圭司
- 古屋正成

など

## 地名
- 群馬県安中市古屋
- 福井県丹生郡越前町古屋
- 和歌山県和歌山市古屋（こや）
- 和歌山県日高郡日高川町古屋
- 徳島県那賀郡那賀町古屋